# Iglesia católica en Venezuela

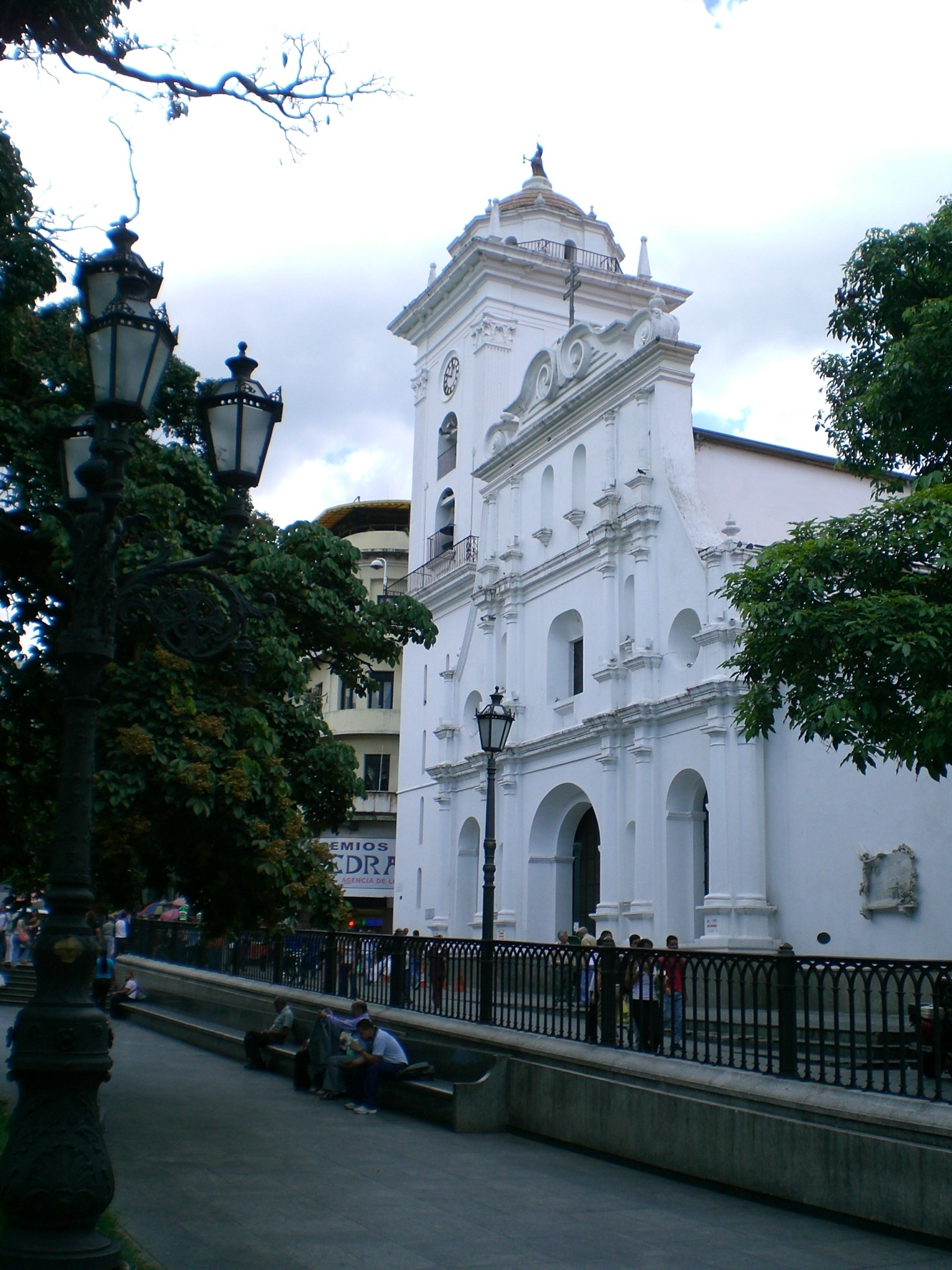
Catedral de Caracas.

La Iglesia católica cuenta en Venezuela con un 64% de la población.[cita requerida] Están presentes 37 jurisdicciones incluyendo 25 Diócesis  9 Arquidiócesis, 3 Vicariatos Apostólicos, más jurisdicciones separadas para los ritos melquita y sirio, y también un Ordinariato Militar.

## Historia

### SigloXVI

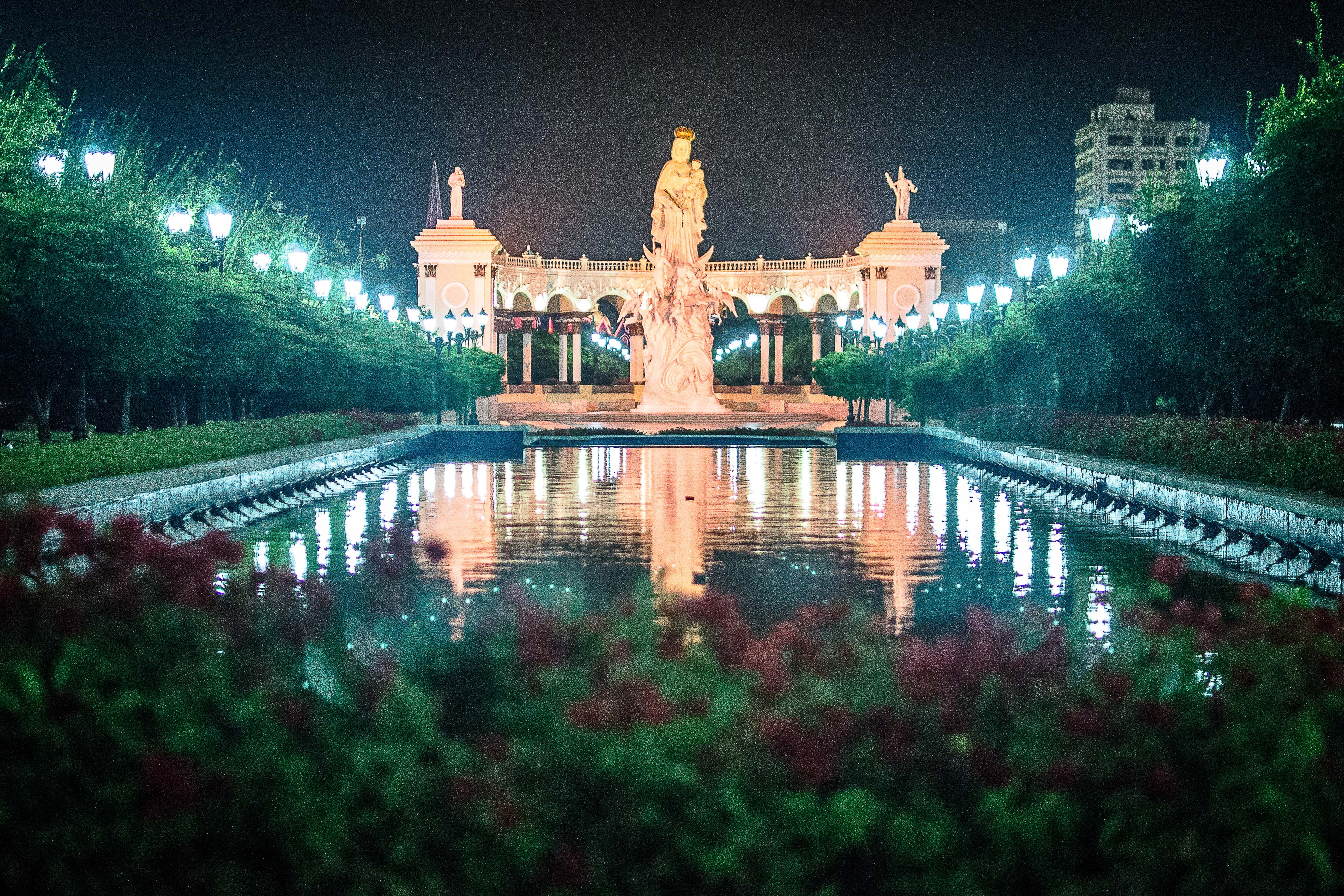
Monumento a la Virgen de Chiquinquirá en Maracaibo, Estado Zulia

A partir de 1512, ya se encontraban en Cubagua y las costas del oriente de Venezuela antigua provincia de Nueva Andalucía misioneros franciscanos y dominicos, quienes laboran mancomunadamente para evangelizar a los indígenas de la zona. La primera expedición misionera organizada por Pedro de Córdoba, y ordenada por el Rey Fernando el Católico, estuvo formada solo por dominicos, bajo el mando de Antonio de Montesinos, el fraile Francisco Fernandes de Córdoba, el lego Juan Garcés y sus colaboradores; salió de Santo Domingo a fines de 1513, arribando al puerto de Cumaná, en pocos días.
Establecidos los misioneros construyeron con ayuda del cacique de Cumaná y su gente, sus casas, dos iglesias de madera  y una escuela a la cual asistieron hasta 40 niños indígenas, de acuerdo con los cronistas, cédulas y los suministros reales. Al oficiar la primera misa en Cumaná comenzó formalmente la penetración del evangelio sin interrupción.en la tierra firme americana.
Lamentablemente una expedición de un esclavista de Cubagua, capitaneada por Gómez de Rivera, emboscó y capturó al cacique Cumaná con su familia y sus criados y los vendió como esclavos en Santo Domingo, sin que los frailes pudiesen hacer nada, por lo cual, los indios en represalia sacrificaron a los frailes rehenes.
Pedro de Córdoba no se amilanó con el martirio de los frailes, ni la violación de las leyes reales por los españoles; y, con los hermanos de su orden rescató a casi todos los indios, en lucha desigual con las autoridades de La Española, cómplices, y los devolvieron a su tierra.  Los franciscanos fundaron Cumaná en 1515 y  El 17 de mayo de 1519 el rey Carlos I solicitó al papa León X la creación de la diócesis de Paria en la costa oriental de Venezuela. El papa erigió la diócesis y nombró obispo a un  pariente de Adriano VI, Pedro Barbirio, quien no viajó a establecer la diócesis y el proyecto no se concretó y fue abandonado antes de 1521.  Los franciscanos establecieron un monasterio en las cercanías de lo que es hoy Cumaná, y los dominicos, diez leguas al oeste, en Chichirivi. El ensayo evangelizador de los dominicos termina en 1520, por levantamientos, saqueos y muertes ocasionadas por los indígenas. Otros intentos, de igual carácter misional, se hacen en 1531 y en 1541.
La religión católica llegó al oeste de la provincia de Venezuela con la fundación de la ciudad de Coro en 1527 que trajo los primeros misioneros a la región, uno de los primeros conversos fue el Cacique Manaure, de los Caquetíos, que se bautizó con el nombre de Martín Manaure.
Originalmente, la Sede Episcopal fue creada en 1541, conforme a la Bula Pro excellenti praeeminentia expedida por el Papa Clemente VI en San Pablo de Roma, el 21 de junio de ese año y tenía su sede en Coro, Estado Falcón, entonces capital de la antigua provincia de Venezuela, su primer obispo fue Rodrigo de Bastidas y Rodríguez de Romera.

### SigloXVII
En 1600 ocurre en el Zulia un hecho prodigioso donde un Crucifijo de madera resistió a quedar calcinado por un incendio intencionado en Cantón Gibraltar, siendo trasladado a Maracaibo donde al día de hoy permanece. En torno al entonces conocido como Cristo Negro de Maracaibo-Gibraltar dio origen a una devoción potencial en la región debido a los múltiples favores recibidos.
En 1613, el Obispo Juan de Bohorques pidió al Rey de España el traslado de la sede Episcopal a Caracas por el peligro que representaban los piratas y otras circunstancias. En 1636, el Obispo Juan López Doctor de la Mata pidió al Deán y al Chantre que se trasladaran a Caracas, y en esta ciudad realizaron por primera vez, el 18 de marzo de ese mismo año, una sesión capitular.
El mencionado Obispo encargó entonces al Cura de la Iglesia de Santiago, Bartolomé de Navas Bacerra, la misión de solicitar ante la Santa Sede y ante el Rey dicho traslado. El Monarca envió una Real Cédula al Presidente Gobernador de Santo Domingo, fechada en Madrid el 20 de junio de 1637, concediendo el traslado de la Catedral, la sede y obispado, y el Cabildo con su Deán. En los mismos términos dirigió otra Real Cédula al Obispo Agurto de la Mata para informarle de la concesión.
La Diócesis se llamaba Diócesis de Venezuela y su territorio equivalía a la Provincia de Venezuela, los territorios del occidente Provincia de Maracaibo dependían de la Diócesis de Bogotá (hoy Arquidiócesis) y los territorios orientales Provincia de Nueva Andalucía y Provincia de Guayana, dependían de la Arquidiócesis de San Juan.
El 28 de octubre de 1651 aparece en el río Paraute del Municipio Lagunillas. Zulia la imagen de Nuestra señora del Rosario del Paraute siendo la primera imagen zuliana en aparecer, El 8 de septiembre de 1652 Nuestra Señora de Coromoto aparece al cacique Coromoto de la tribu de los Cospes en Guanare.

### SigloXVIII
El 18 de noviembre de 1709 ocurre el milagro de la restauración de la imagen de la Virgen de Chiquinquirá en Maracaibo. El obispo de Caracas Mariano Martí, realizó una visita pastoral a todas las parroquias de su diócesis entre los años 1771 y 1784, lo que permitió obtener gran cantidad de datos demográficos, étnicos y sociales, recopilados en una obra monumental que refleja la vida de Venezuela a través de una amplia información estadística en el siglo XVIII: MARTÍ, Mariano. Documentos relativos a su visita pastoral de la diócesis de Caracas. 1771-1784. 2.ª ed. Caracas: Academia Nacional de la Historia, 1989. 7 v.
El Convento de San Francisco de Barcelona, fue el centro de las Misiones de Hermanos menores recoletos, desde donde los frailes salían para difundir el evangelio hasta los llanos al sur de Venezuela.
La Diócesis de Mérida de Maracaibo fue creada el 16 de febrero de 1778 por el Papa Pío VI. Se llamaba así, porque su territorio abarcaba ambas ciudades. La diócesis de Mérida fue creada el 16 de febrero de 1778 con la Bula  Magnitudo Divinae Bonitatis del Papa papa Pio VI, tomando territorio de la Arquidiócesis de Santafé de Nueva Granada hoy Arquidiócesis de Bogotá, de la cual era originalmente sufragánea. La diócesis de San Tomé de Guyana (actualmente Ciudad Bolívar) fue erigida el 20 de mayo de 1790 tomando territorio de la Arquidiócesis de San Juan de Puerto Rico. Fue originalmente sufragánea de la Arquidiócesis de Santo Domingo.

### SigloXIX

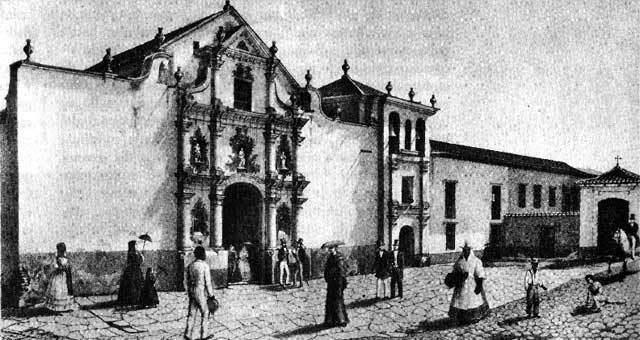
Iglesia y parte del convento de San Francisco en Caracas cerca de 1845

La Diócesis de Caracas fue elevada a Arzobispado por la Bula In universalis ecclesiae regimine expedida por el Papa Pío VII en la Basílica de Santa María la Mayor de Roma, el 24 de noviembre de 1803, fecha hasta la cual estuvo bajo la jurisdicción de la Provincia Eclesiástica de Santo Domingo, República Dominicana.
Posteriormente, mediante Real Cédula del 16 de julio de 1804, se participó de la creación de este Arzobispado, asignándosele por sufragáneos a los obispos de Mérida, de Maracaibo y de Guayana. Francisco de Ibarra, el primer Arzobispo, fue también el primer venezolano en ser ordenado Obispo.
Con esto todo el territorio de Venezuela quedaba bajo la jurisdicción de la Arquidiócesis de Caracas.
En 1811 el Convento de San Francisco de Barcelona fue tomado por los fundadores de la república de Venezuela.
El terremoto de Venezuela de 1812 ocurrió el 26 de marzo de 1812 en Jueves Santo. Este ocasiono aproximadamente de 10 000 a 20.000 muertes en ciudades como Caracas, Barquisimeto, Mérida, El Tocuyo, San Felipe. y tuvo una duración de unos 2 minutos en algunas zonas.[cita requerida] Durante esos momentos, los clérigos realistas y frailes predicadores hicieron creer al pueblo que se trataba de un castigo del Cielo (por ser Jueves Santo), "por la sublevación de los patriotas contra el legítimo soberano, el virtuoso Fernando VII".
Fue en esa situación donde Simón Bolívar pronunció las palabras "Si la naturaleza se opone, lucharemos contra ella y haremos que nos obedezca". El 23 de febrero de 1818 la Diócesis de Ciudad Bolívar cede parte de su territorio para la creación del Vicariato apostólico de Trinidad hoy Arquidiócesis de Puerto España.
En 1817 el convento de San Francisco de Barcelona fue convertido en Casa Fuerte por Simón Bolívar para la defensa de la ciudad de los ataques realistas. 
En 1817 los patriotas sometieron a los 28 pueblos fundados durante la colonia y los misioneros capuchinos, junto a otros que escaparon. Considerados siempre del lado realista, sus principales proveedores y por ejercer gran influencia sobre sus territorios, fueron apresados en las misiones que administraban y encerrados en el templo de Caruachi y cuando se creía que no pasarían de ser meros prisioneros a quienes castigarían poniéndolos de vuelta a España, los degollaron sobre una laja cercana al pueblo de la Misión de San Ramón de Caruachi, al oeste de Upata y sus restos lanzados al río Caroni. La degollina fue considerada una venganza por los crímenes de los realistas en la Casa Fuerte de Barcelona el 7 de abril de ese mismo año, donde asesinaron a niños, mujeres, ancianos y enfermos allí refugiados y las ejecuciones que hizo Pablo Morillo en Nueva Granada, sin embargo, fue repudiada y calificada como hecho sanguinario y cruel, innecesario e indigno de la causa republicana.
En 1863 con territorio de la Diócesis de Mérida, se crea la Diócesis de Barquisimeto, entre 1863 y 1870 tendrá su sede en Coro. En 1870 se efectúa su traslado definitivo a Barquisimeto, en ese entonces abarca el territorio de los estados Lara, Falcón, Yaracuy, Portuguesa y parte de Cojedes. En 1863 se creó la Diócesis de Calabozo con territorio de la Arquidiócesis de Caracas.

#### Conflicto entre Antonio Guzmán Blanco y la Iglesia Católica
En 1870 el gobierno de Antonio Guzmán Blanco tuvo fricciones tan fuertes con la Iglesia Católica, que se llegó a considerar la separación de la Iglesia católica en Venezuela de la Santa Sede. Tras los sucesos ocurridos en la Revolución de Abril y la toma del poder por parte de Antonio Guzmán Blanco, el país y sus instituciones se arrodillan, literalmente ante él, excepto la Iglesia católica, la más poderosa de todas ellas y la cual ejercía una inmensa influencia sobre el país, desde la era colonial. El entonces Arzobispo de Caracas, Monseñor Guevara y Lira, se rehusó a realizar actos eclesiásticos en honor al mandatario, lo cual disgusta sobremanera a Guzmán Blanco. Las fricciones entre el Arzobispo y el gobierno de Guzmán Blanco, continuaron y a ellas se sumó el Arzobispo de Mérida. Guzmán demandó la Santa Sede la sustitución de Guevara y Lira, por un clérigo más dócil y obediente, pero la Santa Sede se negó.
Ante esta actitud, Guzmán Blanco decidió cerrar seminarios, claustros y templos y transferir las cátedras religiosas a las Universidades Laicas. Como mecanismo de presión para doblegar la jerarquía católica a las intenciones del Estado, la despojó de su influencia y de la gran mayoría de sus bienes, pero lo único que consiguió fue la salida de Monseñor Guevara y Lira al extranjero, quien se negó a renunciar a su cargo de Arzobispo de Caracas, a pesar de estar fuera del país.

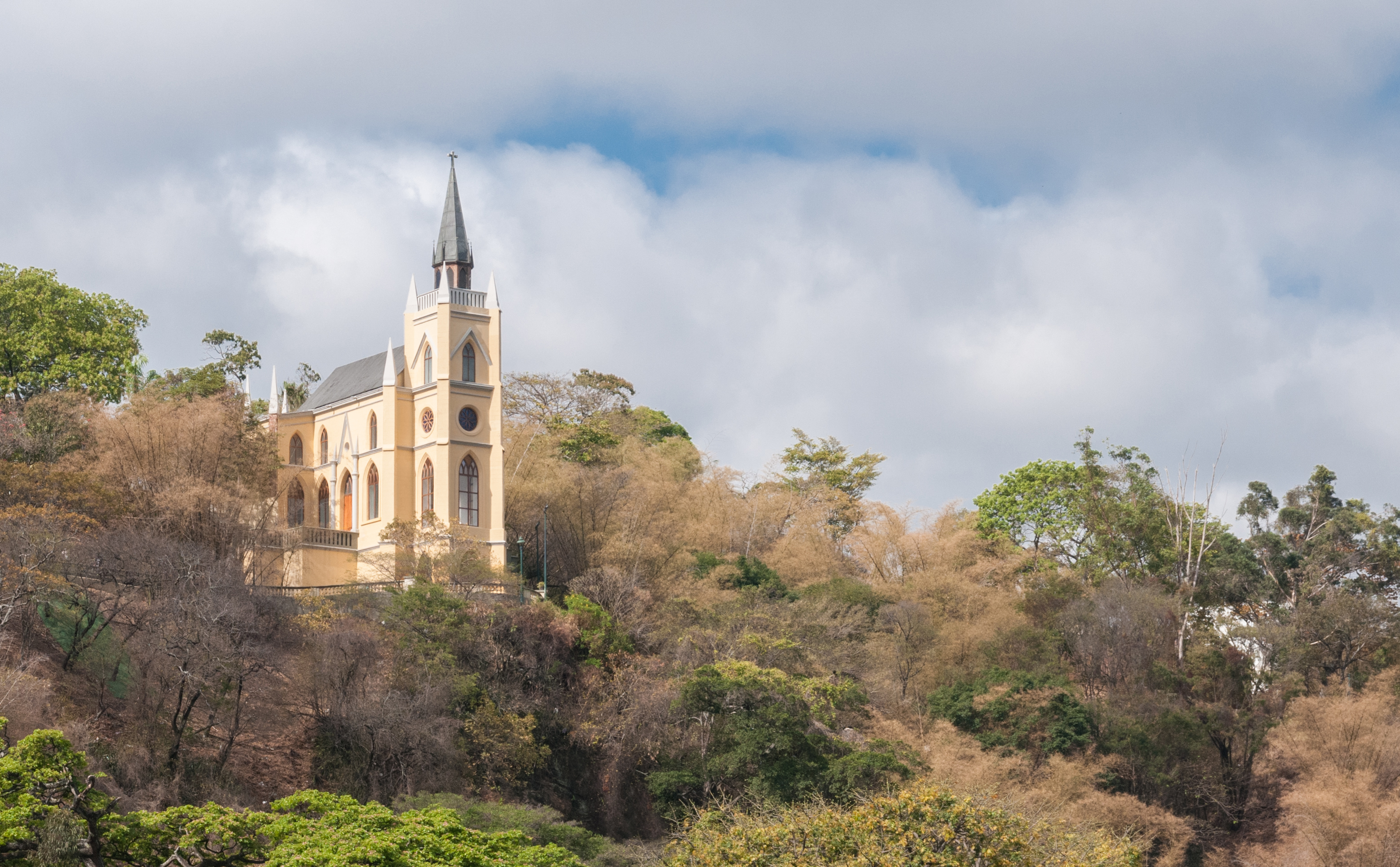
Capilla de Nuestra Señora de Lourdes que data de 1885

Entonces, Guzmán Blanco, estableció el Registro Civil, dejando sin efecto el registro parroquial, aún vigente en otros países para la época, el cual imponía el bautismo obligatorio en el culto católico para registrar los nacimientos y el 1 de enero de 1873 el mandatario establece el matrimonio civil. No faltó la oposición de una parte del clero, ante esta última medida, porque el matrimonio civil debía realizarse ante el presidente del Concejo, antes del matrimonio eclesiástico. La publicación de la Ley se hizo el 8 de enero, y diez días más tarde entró en vigencia. El 16 de enero hicieron uso de la nueva disposición las primeras parejas conformadas por Manuel María Martínez y Carmen Paz Castillo; José Ignacio Cardozo y Carmen Núñez de Cáceres y el General Aníbal Marott y Ramona España. De esta tercera unión fueron testigos el mandatario y el General Víctor Rodríguez. El propio Presidente legalizó civilmente su matrimonio con su esposa Ana Teresa Ibarra el 14 de febrero de ese año, aunque se casó por la Iglesia católica el 13 de junio de 1867. También Guzmán Blanco fue quien introdujo el concepto del divorcio, algo mal visto por la jerarquía eclesiástica, pues presentaba la posibilidad de disolver la unión matrimonial, considerada como sagrada por la Iglesia católica.

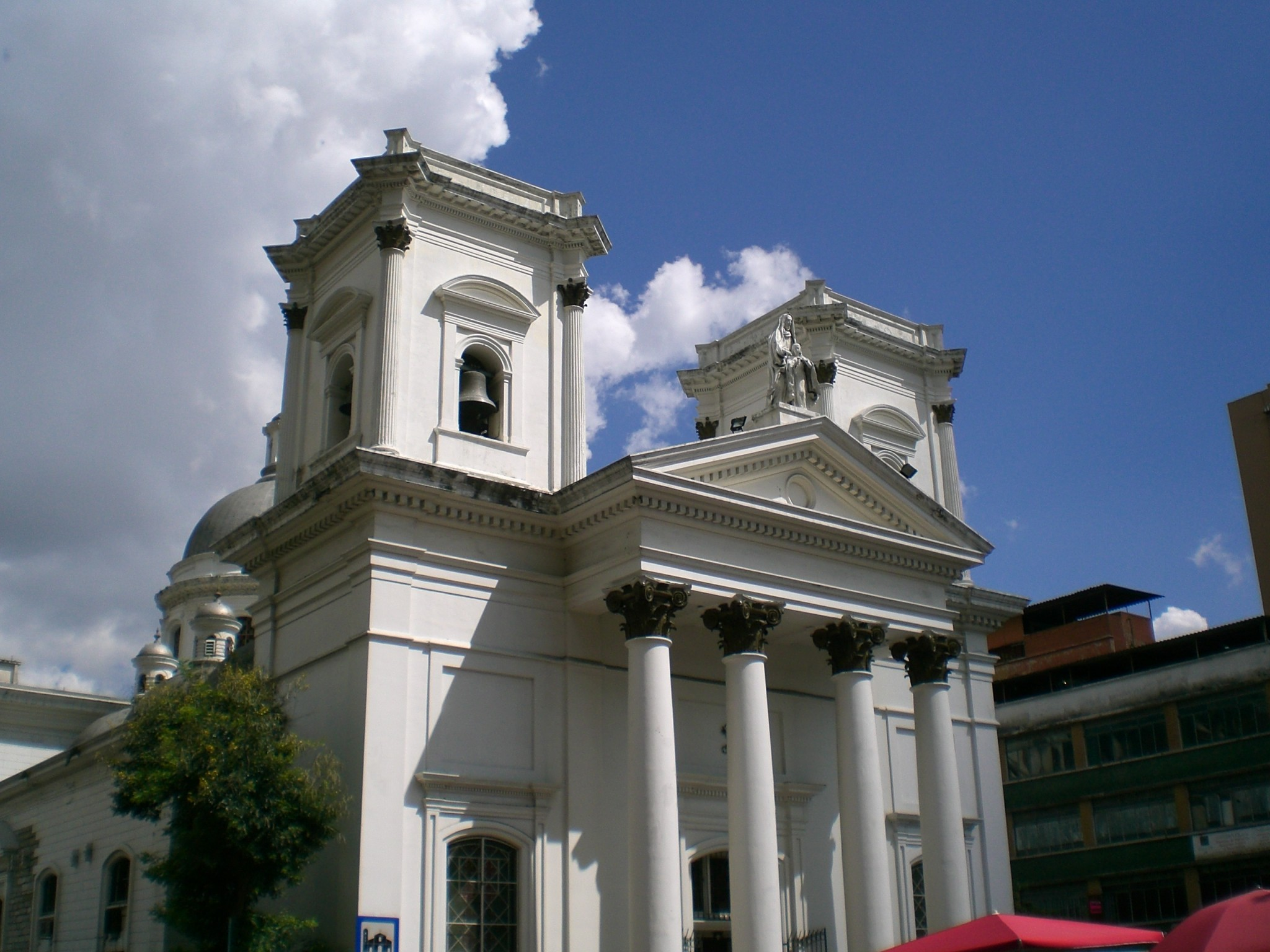
Basílica de Santa Teresa.

A pesar, de todo este avance en contra de la jerarquía eclesiástica, esta se mantuvo firme en su oposición al gobierno de Antonio Guzmán Blanco, quien disgustado por la situación, optó por planificar la separación de la Iglesia católica venezolana de la Santa Sede y constituirla en independiente. Ante esta estrategia la Santa Sede, a fin de evitar dicha acción, destituyó a Monseñor Guevara y Lira y nombró un nuevo Arzobispo de Caracas, escogido a antojo de Guzmán Blanco.
Una vez solventada la situación, el mandatario regresó parte de las propiedades confiscadas y permitió el restablecimiento eclesiástico, además hizo construir varias edificaciones religiosas como la Basílica de Santa Teresa y la Basílica Menor Santa Capilla, pero la realidad era que más nunca la jerarquía eclesiástica volvería a tener tanta injerencia sobre el país y el estado, como en el pasado. En 1897 se crea la Diócesis de Zulia, con territorio de la Diócesis de Mérida.

### SigloXX

Mapa de las diócesis de Venezuela.

El 13 de noviembre de 1910 La Virgen del Socorro de Valencia, venerada en la Basílica Catedral de Valencia, fue la primera imagen mariana de Venezuela en recibir la Coronación Canónica por el Papa Pio X. 
El 8 de septiembre de 1911 La Virgen del valle, venerada en la Basílica menor de Nuestra Señora del Valle Del Espíritu Santo (Venezuela) es la segunda imagen mariana de Venezuela en ser coronada por el Papa Pio X
El 12 de octubre de 1922, el Papa Pío XI, decide crear las Diócesis de Coro, Cumaná, San Cristóbal y Valencia bajo la Constitución Apostólica "Ad munus ab Unigenito".
En 1921 monseñor Arturo Celestino Álvarez, segundo obispo de Maracaibo, obtiene del Papa Benedicto XV el decreto de elevación del templo de San Juan de Dios y Nuestra Señora del Rosario de Chiquiquirá a Basílica menor.
La Diócesis de Coro se erigió tomando territorio de la Diócesis de Barquisimeto, la Diócesis de Cumaná tomando territorio de la Diócesis de Santo Tomás de Guayana, la Diócesis de San Cristóbal con territorio de la Diócesis de Mérida y la Diócesis de Valencia con territorio de la Arquidiócesis de Caracas.
El Vicariato Apostólico de Caroní fue erigido el 4 de marzo de 1922 mediante la bula  Quoties Romani  del Papa Pío XI, tomando territorio de la diócesis de Santo Tomás de Guayana hoy Arquidiócesis de Ciudad Bolívar. El 11 de junio de 1923 la diócesis de Mérida es elevada al rango de Arquidiócesis metropolitana con la bula Inter praecipuas del papa Pio XI.
El 18 de noviembre de 1942 fue el acto de coronación de Nuestra Señora del Rosario de Chiquinquirá, el cual fue oficiado por Monseñor Marcos Sergio Godoy, tercer obispo de la Diócesis de Maracaibo y contó con la presencia de monseñor Arturo Celestino Álvarez en ese entonces obispo de la Diócesis de Calabozo y el presidente de la república general Isaías Medina Angarita entre otras personalidades, en dicho acto se coronó a la Virgen con una corona de 10 kg de oro de 18 quilates.
El 26 de mayo de 1943 Diócesis de Maracaibo dio una porción de su territorio en beneficio de la erección de la Vicariato Apostólico de Machiques (en la actualidad la diócesis). 
La prefectura apostólica del Alto Orinoco fue erigida el 5 de febrero de 1932 mediante el decreto decreto  Quo melius de la Congregación para los Obispos tomando territorio de la diócesis de San Tomé de Guayana hoy Arquidiócesis de Ciudad Bolívar.

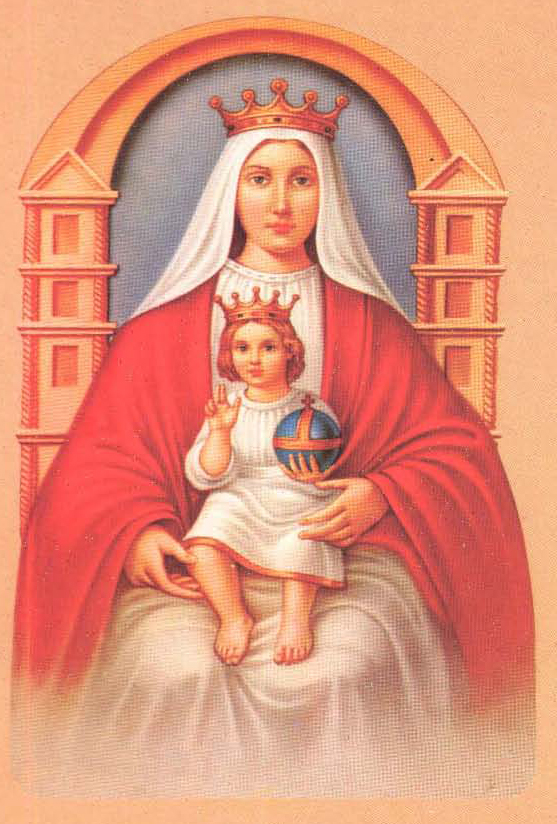
Virgen de Coromoto Patrona de Venezuela

El 7 de octubre de 1944 el Papa Pío XII declara a Nuestra Señora de Coromoto Patrona de Venezuela. El 11 de septiembre de 1952 fue la Coronación Canónica de la Virgen de Coromoto, conmemorando los 300 años de su aparición.
El 2 de enero de 1953 la Diócesis de San Tomé de Guayana cambia su nombre a Diócesis de Ciudad Bolívar. El 2 de enero de 1953, la Diócesis de Zulia pasó a llamarse la Diócesis de Maracaibo.
La prefectura del Alto Orinoco fue elevada a Vicariato Apostólico de Puerto Ayacucho el 7 de mayo de 1953 mediante la bula  Nulla maiore  del Papa Pío XII y asumió su nombre actual.
El 7 de junio de 1954 la Diócesis de Ciudad Bolívar cede parte de su territorio para la creación de la diócesis de Barcelona. La Diócesis de Guanare fue erigida el 7 de junio de 1954 con la bula Ex quo tempore del Papa Pío XII, tomando territorio de las diócesis de Barquisimeto y de la Calabozo (actualmente ambas arquidiócesis).
El Vicariato Apostólico de Tucupita fue erigido el 30 de julio de 1954 mediante la bula  Crescit in dies del Papa Pío XII, tomando territorio del Vicariato Apostólico de Caroní.
El 4 de junio de 1957 la Arquidiócesis de Mérida cede parte de su territorio para la creación de la diócesis de Trujillo El 24 de mayo de 1958 la Diócesis de Ciudad Bolívar cede parte de su territorio para la creación de la diócesis de y Maturín.
El 21 de junio de 1958 la Diócesis de Cumaná pasó a formar parte de la provincia eclesiástica de la arquidiócesis de Ciudad Bolívar. El 21 de junio de 1958 la Diócesis de Ciudad Bolívar es elevada al rango de arquidiócesis metropolitana mediante la bula Magna quidem del Papa Pío XII.
La Diócesis de Maracay fue erigida el 21 de junio de 1958 mediante la bula Qui Supremi Pontificatus del Papa Pío XII, tomando territorio de la Diócesis de Calabozo (hoy arquidiócesis) y de la Arquidiócesis de Valencia. El 31 de agosto de 1961 Monseñor José Humberto Quintero arzobispo de Caracas fue proclamado Cardenal por el Papa Juan XXIII, convirtiéndose en el primer cardenal y primer primado de Venezuela.
El 23 de julio de 1965 la Arquidiócesis de Caracas sede parte de su territorio para la creación de la Diócesis de Los Teques. El 23 de julio de 1965 la Mérida y la Diócesis de Calabozo ceden parte de su territorio para la creación de la diócesis de Barinas
El 23 de julio de 1965 la Diócesis de Maracaibo dio otro pedazo de tierra para el beneficio de la elevación de la Diócesis de Cabimas El 30 de abril de 1966 la Diócesis de Maracaibo fue elevada al rango de arquidiócesis metropolitana. El 30 de abril de 1966 la Diócesis de Barquisimeto fue elevada al rango de arquidiócesis metropolitana.
El 7 de octubre de 1966 el Papa Pablo VI estableció la diócesis de San Felipe mediante la bula Ex tempore quo, tomando territorio de la Diócesis de Barquisimeto. El 18 de julio de 1969 la Diócesis de Cumaná cedió parte de su territorio para la creación de la Diócesis de Margarita.
El 15 de abril de 1970 la Arquidiócesis de Caracas  sede parte de su territorio para la creación de la Diócesis de La Guaira. La Diócesis de San Carlos fue erigida el 16 de mayo de 1972 mediante la bula In vertice del Papa Pablo VI, tomando territorio de la Diócesis de Valencia (hoy arquidiócesis). Originalmente era sufragánea de la Arquidiócesis de Caracas.
El 12 de noviembre de 1974 la Diócesis de Valencia fue elevada al rango de arquidiócesis metropolitana. El 12 de noviembre de 1974 la Diócesis de Maracay pasó a formar parte de la provincia eclesiástica de la Arquidiócesis de Valencia. El 12 de noviembre de 1974 la prelatura de San Fernando de Apure fue elevada a diócesis mediante la bula Sancti Ferdinandi Apurensis del Papa Pablo VI.  tomando territorio de la Diócesis de Calabozo (hoy arquidiócesis) y de la Diócesis de San Cristóbal originalmente era sufragánea de la Arquidiócesis de Caracas.
El 20 de agosto de 1979 la Arquidiócesis de Ciudad Bolívar cede una alta porción de su territorio para la creación de la Diócesis de Ciudad Guayana a la que el 25 de marzo de 1988 añade otro pedazo de tierra para un cambio sustancial de los límites diocesanos.
El 2 de febrero de 1983 Monseñor José Alí Lebrún Moratinos arzobispo de Caracas fue proclamado Cardenal por el Papa Juan Pablo II, convirtiéndose en el segundo cardenal y primado de Venezuela. El 21 de diciembre de 1983, Monseñor José Alí Lebrún Moratinos le otorgó la bendición litúrgica al Monumento a la Virgen de la Paz en Trujillo, inaugurado por el presidente de la República Luis Herrera Campins.

#### I Visita del Papa Juan Pablo II (1985)

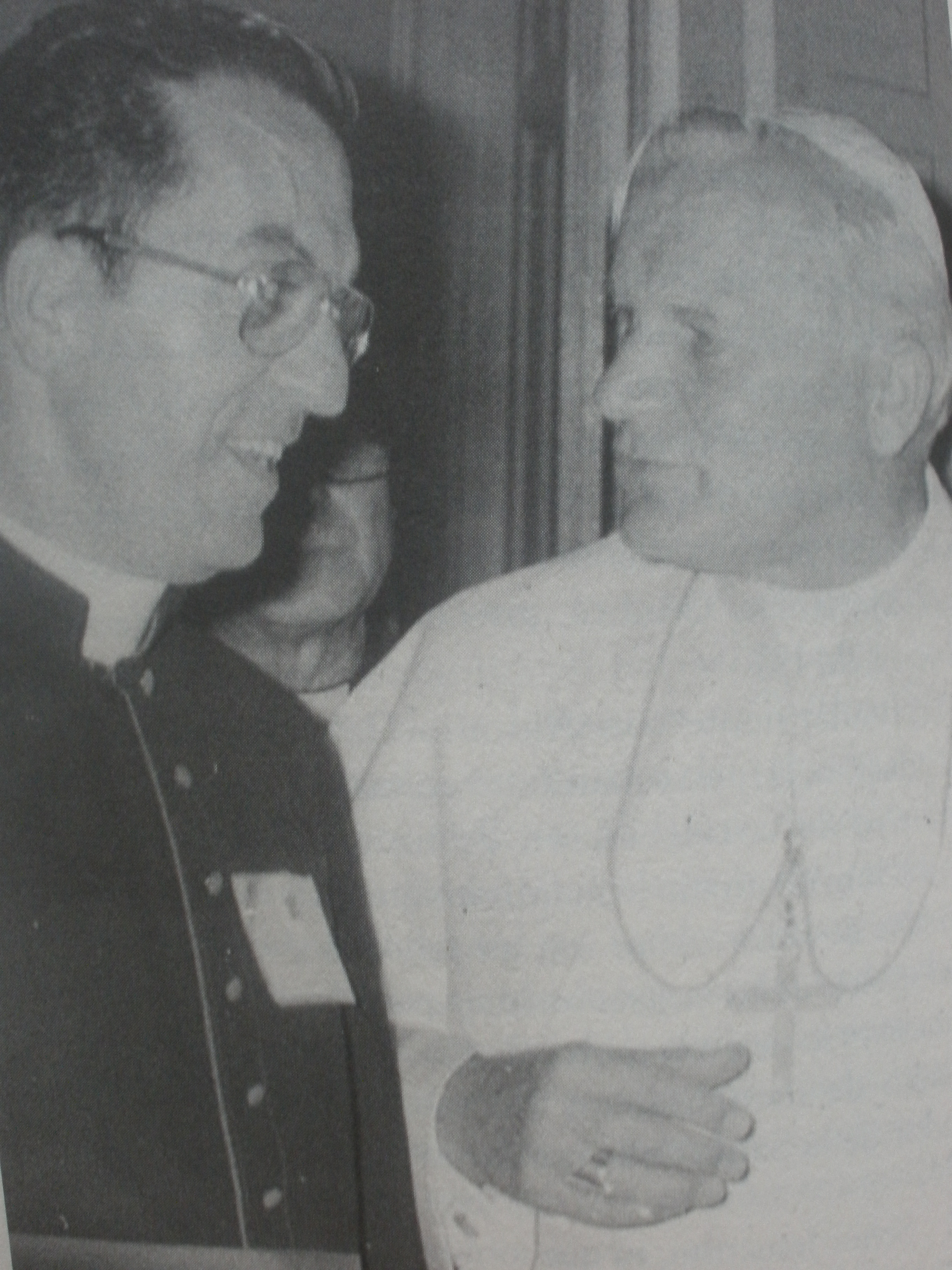
Monseñor Nelson Arellano Roa y Su Santidad Juan Pablo II, durante su paso por Caracas.

- 26 de enero: En la primera visita de un Papa a Venezuela, Juan Pablo II aterriza a las 3:53 p. m. procedente de Roma. Ese día sostiene una entrevista privada con el presidente Jaime Lusinchi.
- 27 de enero: El Papa realiza una masiva misa en Montalbán, Caracas. En su honor, los terrenos al oeste de Montalbán fueron bautizados con el nombre del Pontífice. Ese mismo día viajó a Maracaibo, oficiando una misa en el antiguo Aeropuerto Grano de Oro.
- 28 de enero: El sumo pontífice hace una misa en La Hechicera, Mérida, donde dice: «Puede decirse con razón que los Andes constituye la reserva espiritual de la Nación.» Regresa a Caracas para un acto en el Estadio Olímpico de la UCV.
- 29 de enero: Juan Pablo II auspicia una multitudinaria misa en Ciudad Guayana, acto que contó con el niño Adrián Guacarán cantando El Peregrino. Regresa a Caracas, de donde parte de Maiquetía a las 4:45 p. m. rumbo a Ecuador.

El 25 de mayo de 1985, Monseñor Rosalio José Castillo Lara es proclamado Cardenal por el Papa Juan Pablo II convirtiéndose en el tercer cardenal de Venezuela. Como Cardenal desempeñó distintos cargos en la Curia Romana.
El 16 de enero de 1986, el Doctor José Gregorio Hernández es declarado Venerable por el Papa Juan Pablo II. La Diócesis de Carora fue erigida el 22 de julio de 1992 con la bula pontificia Certiori christifidelium del Papa Juan Pablo II, tomando territorio de la Arquidiócesis de Barquisimeto.
El 25 de julio de 1992 la Diócesis de Calabozo cede parte de su territorio para la creación de la Diócesis de Valle de la Pascua. El 16 de mayo de 1992 la Diócesis de Cumaná fue elevada al rango de arquidiócesis metropolitana mediante la bula Necessitate adducti del Papa Juan Pablo II.
La Diócesis de Puerto Cabello fue erigida el 5 de julio de 1994 mediante la bula Sollicitus de spirituali del Papa Juan Pablo II, tomando territorio de la Arquidiócesis de Valencia. El 7 de julio de 1994 las arquidiócesis de Maracaibo y Mérida ceden parte de su territorio para la elevación de la Diócesis de El Vigía-San Carlos del Zulia.
El 7 de mayo de 1995 fue beatificada por el Papa Juan Pablo II la Madre María de San José, primera beata de Venezuela. El 7 de junio de 1995 la Diócesis de San Fernando de Apure pasó a formar parte de la provincia eclesiástica de la Arquidiócesis de Calabozo. El 17 de junio de 1995 la Diócesis de Calabozo es elevada al rango de arquidiócesis metropolitana. El 31 de octubre de 1995 es creado el Ordinariato Militar de Venezuela.

#### II Visita del Papa Juan Pablo II (1996)
- 9 de febrero: El Papa Juan Pablo II inicia su segunda visita a Venezuela, llegando al Aeropuerto Internacional de Maiquetía Simón Bolívar procedente de San Salvador. Al ser recibido por el Presidente Rafael Caldera, manifestó estar alegre por volver al país. Seguidamente, oficia un encuentro con los reclusos del Retén de Catia, a quienes extiende una invitación a cambiar de vida y abrazar la religión católica.
- 10 de febrero: En la mañana, el sumo pontífice se traslada a Guanare, donde lleva a cabo la consagración del Santuario Nacional Nuestra Señora de Coromoto, y ofició una misa en su honor frente a 3500 personas. Expresó que la inauguración era "una invitación a revitalizar la fe a amar a la Iglesia y a la humanidad con el mismo amor de Cristo." En la tarde regresa a Caracas, donde celebra un acto en el Teatro Teresa Carreño con sectores culturales, políticos y económicos del país, donde deja un mensaje de esperanza y a no tener miedo a los retos de la historia.
- 11 de febrero: El Papa oficia una misa en el Aeropuerto de La Carlota. El Pontífice aconsejó a los venezolanos "todos los ídolos para superar la crisis y hacer un corazón más humano." Allí mismo reza un ángelus con motivo de la IV Jornada Mundial del Enfermo. Más tarde, va a un encuentro con la juventud venezolana en el Paseo Los Próceres, donde les anima a ser unos "profetas de la vida". Con su visita cumplida, el sumo pontífice se dirige al Aeropuerto de Maiquetía, donde da una despedida final y una bendición al país, y sale de regreso a Roma.

El 12 de julio de 1997 la Diócesis de Coro cedió territorio para la elevación de la Diócesis de Punto Fijo. El 23 de noviembre de 1998 Diócesis de Coro fue elevada a Arquidiócesis metropolitana mediante la bula Usque omnium del Papa Juan Pablo II.

### SigloXXI
El 4 de abril del 2000 la Arquidiócesis de Cumaná cedió una porción de su territorio para la creación de la Diócesis de Carúpano. El 21 de febrero de 2001, el Arzobispo de Caracas Monseñor Ignacio Velasco es proclamado Cardenal por el Papa Juan Pablo II, es el cuarto cardenal y tercer primado de Venezuela.
La Diócesis de Acarigua-Araure fue erigida el 27 de diciembre de 2002 con la bula  Ad satius consulendum del Papa Juan Pablo II, tomando territorio de las diócesis de Guanare. El 24 de marzo de 2006, el Arzobispo de Caracas Monseñor Jorge Urosa es proclamado Cardenal por el Papa Juan Pablo II, es el quinto cardenal y cuarto primado de Venezuela.
El 27 de abril de 2008 es beatificada la Madre Candelaria de San José, segunda beata Venezolana, por el Cardenal José Saraiva Martins en Caracas. El 12 de agosto de 2006 el Santuario Nacional Nuestra Señora de Coromoto fue elevado por el Papa Benedicto XVI a la dignidad de Basílica Menor.
El 17 de junio de 2011, el Vicariato Apostólico de Machiques es elevado a Diócesis de Machiques. El 5 de julio de 2013, el Papa Francisco autorizó a la Congregación para la Causa de los Santos a que promulgara el decreto por el que se reconocen las "virtudes heroicas" de la madre María Carmen Rendiles, a quien; a partir de ese momento, se le otorgó el título de "venerable".
3 de diciembre de 2015 El Papa Francisco nombró al Presbítero Pablo Modesto González Pérez como Obispo de la nueva Diócesis de Guasdualito, que nace del desmembramiento de la actual Diócesis de San Fernando de Apure. 19 de noviembre de 2016 El Papa Francisco creó Cardenal presbítero a Monseñor Baltazar Enrique Porras Cardozo, arzobispo de Mérida, con el título de Santi Giovanni Evangelista e Petronio. Siendo la primera vez en la historia de Venezuela que hay 2 cardenales venezolanos en ejercicio.

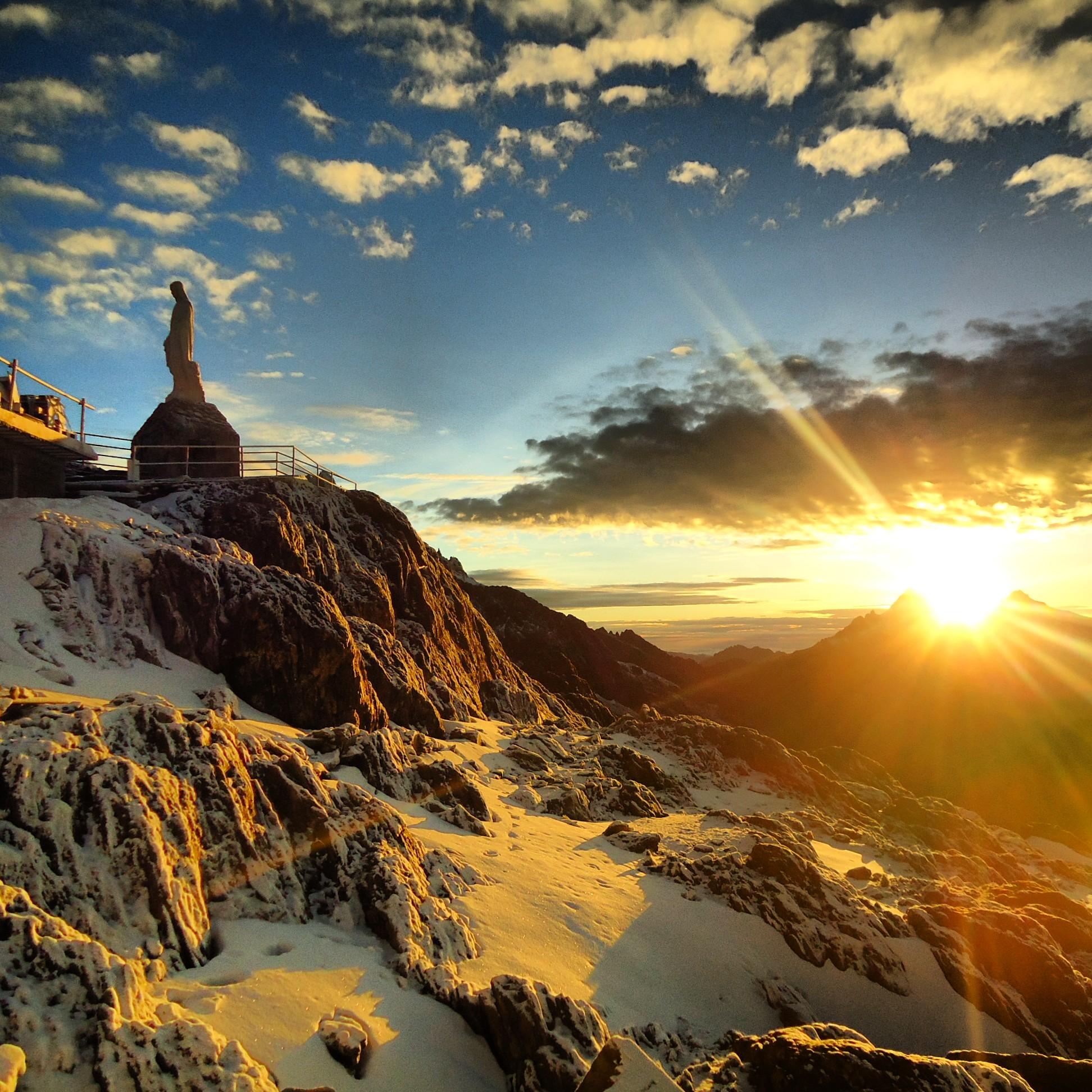
Monumento a la Virgen de las Nieves, en Mérida, Venezuela

## Organización de la Conferencia Episcopal Venezolana
La CEV está constituida por:
- Todos los Arzobispos y Obispos residenciales, los Administradores y Vicarios Apostólicos, los Administradores Diocesanos, y los demás que por derecho se equiparan a los Obispos Diocesanos.
- Los Arzobispos y Obispos Coadjutores y Auxiliares.
- Los Obispos Titulares que ejerzan un oficio pastoral al servicio de toda la Iglesia en Venezuela, por encargo de la Santa Sede o de la Conferencia Episcopal. (art. N.º 2)

Que en conjunto conforman:
- Asamblea Plenaria: Organismo supremo de la CEV, constituido por todos los miembros de la CEV.
- Comisiones Episcopales: Organismos de estudio, supervisión y asesoramiento, de las cuales dispone la CEV para atender los distintos campos pastorales.
- Comisión Permanente: Tiene como finalidad examinar y supervisar la ejecución y cumplimiento del plan pastoral.
- Secretariado Permanente (SPEV): es un organismo de servicio de la Conferencia de Obispos responsable de informar, ejecutar y coordinar las decisiones y actividades programadas.[5]

## Iglesias destacadas

### Caracas
- Iglesia de la Santísima Trinidad
- Iglesia de Pompei
- Iglesia de San José
- Iglesia de San Juan Bautista
- Iglesia de Nuestra Señora de las Mercedes
- Iglesia de Nuestra Señora de la Candelaria
- Iglesia de Nuestra Señora de la Luz
- Iglesia de la Sagrada Familia de Nazaret (Baruta)
- Iglesia de San Benito
- Iglesia de San Charbel
- Iglesia de San Francisco
- Iglesia de San Juan Eudes
- Iglesia de San Pío X (Caracas)
- Iglesia de Santo Domingo Savio
- Iglesia de Santa Rosalía

### Cumaná
- Basílica de Santa Inés
- Catedral Sagrado Corazón de Jesús